# DayDa.Laboo
DAYDA.Laboo(デイダ ラボー）とは、株式会社ターボデータラボラトリー(代表取締役：古庄晋二）により考案された成分分解法を基礎とするLFM(Leniar Filtering Method)と呼ばれるアルゴリズム群を持つオンメモリ型DBMSエンジンである。

## 特性
DAYDA.Labooはその特殊なデータ構造（FASTと呼ばれる）によりインデックスや事前設計無しに多様な処理（一括更新・データ変換・計算・ソート・検索・集計・マッチング等）が非常に高速であり、特に大量データの一括処理では絶大な効果を発揮する。
その一方、一件処理を積み上げる逐次更新処理はさほど速くないとされる。
このような特性から既存のRDBMSをそのまま置き換えるものではなく、データベースというより巨大データの表計算を実現するデータ処理エンジンと評されている。
事前設計無しに自由にデータ構造を変更しながらバッチ処理を進めてゆく様は、表計算のテーブル操作に類似している。

## 高速な理由
これまでの一般的なデータ処理方法では処理に関係する全てのデータがアクセスされ、処理結果は処理に関係した全てのデータが移動もしくは書き換えられていた（テーブルのソートを考えると良い）。
成分分解法に基づくアルゴリズムでは処理に関係する成分のみが選択的にアクセスされ、処理結果は変化した成分のみが書き換えられて記録される。
このことにより、処理の実施コストと処理結果の記録コストが圧倒的に小さいため高速になる。また何段階も処理が進行しても成分分解された状態は維持されるため、多段階処理でも高速性が失われない。

## データ構造の種類
DAYDA.Labooに用いられた特殊なデータ構造（FASTと呼ばれる）は、テーブル、ツリーなどの処理対象データの形式と稼働環境が、一般的なコンピュータかグリッドなどの分散並列処理環境でのコンピュータシステムによってバリエーションがある。
同社は2006年現在、6種のFASTが開発済みと発表している。

## アプリケーション・インターフェース
- 専用API(CのDLL,SO)[3]
- 専用API(JNI形式)[4]

| 言語タイプ | リモート接続API  | サポートエンジンタイプ | サポートOSビット数      |
| ---------- | ---------------- | ---------------------- | ----------------------- |
| C用        | MICO(Mini CORBA) | 旧バージョンエンジン   | 32bit /64bit（Winのみ） |
| Java用     | RMI              | 新バージョンエンジン   | 32bit/64bit             |

## ライセンス形態
- MACアドレス依存型のパーマネントライセンス(128bit暗号化レベル)
- MACアドレス非依存の使用期限設定ライセンス[5]

使用期限は、インストール後1ヶ月等では無く、ライセンスキー中の指定日付を超えると使用できなくなる有効期限形式

## 現バージョンでの制限事項
- エンジンの処理できる文字コードは、エンジンが動いているOSの文字コードに依存する[6]
- 通貨型データの取り扱いがサポートされていない[7]
- 加減乗除等一般的な計算式は組み込まれているが、特殊な関数演算等複雑な計算は全て計算式API(calc)で行う

## 用途
以下の形で実績がある。
- 大量データのバッチ処理エンジン
- バッチ処理の中間及び最終結果に対して即座に対話型分析を行うシステムのエンジン
- 高速にデータマートを作成できる巨大なセントラルウェアハウスのエンジン
- システム移行に伴うデータの変換とクレンジングを行うツールのエンジン

### さらに応用できると思われる分野
- 大量データ上での「名寄せ」[8]
- COBOLからJavaに置き換えが進むバッチジョブツールのエンジン[9][10]

## 適用製品

### 関連製品
「RH-BOM」「Oh-Pa 1/3」
「karearea」
「InfoFrame DataBooster」

### 取扱い製品
「DAYDA.LabooⅡ」
「LIFITⅡJava Studio」
「AktblitzⅡ」

## その他
DAYDA.Laboo(デイダ ラボー）及びその理論的基盤である成分分解法は、2003年日経BP技術賞の情報通信部門賞を受賞している。

### 最近のプレスリリース
- 2007年7月12日、「LIFITⅡJava Studio」「AktblitzⅡ」を発表。
- 2007年8月31日、64ﾋﾞｯﾄOS対応のRedhat Linux版を発表
- 2007年11月22日、北陸先端科学技術大学院大学と汎用超高速データベース処理技術に関する共同研究を開始。